# Oradour-sur-Glane
Oradour-sur-Glane er spøgelsesby i Frankrig knap 22 km nordvest for Limoges.
Byen blev den 10. juni 1944 lagt øde ved en nådesløs nazistisk terrorhandling, hvorved 642 børn, kvinder og mænd blev dræbt, næsten alle indbyggerne og markedsgæster fra omegnen. Terrorhandlingen blev begået af en enhed på 120 mand fra Waffen-SS-regimentet der Führer under 2. Waffen-SS Panserdivision das Reich. Det er usikkert om byen blev valgt som gengældelse for modstandsbevægelsens tilfangetagelse af en SS-officer eller om den var tilfældigt udvalgt. Enheden var under kommando af SS-Sturmbannführer Adolf Diekmann, hans næstkommanderende, SS-Hauptsturmführer Otto Kahn, samt delingsfører Heinz Barth
Ruinerne af landsbyen ligger urørte som mindesmærke. Efter afslutningen på 2. verdenskrig, er der blevet opført en ny by i nærheden.